# Гейро, Режис
Режи́с Гейро́ (фр. Régis Gayraud; р. 28 мая 1959, Париж) — французский славист, переводчик. Исследователь русского авангарда, специалист по Ильязду. Профессор славистики в Университете имени Блеза Паскаля в городе Клермон-Ферран.

## Биография
Режис Гейро родился 28 мая 1959 года в Париже в семье актёров. Отец Режиса, выбрав в двадцатилетнем возрасте артистическую карьеру, пел в оперетте и, в том числе, служил в театре «Фоли Бержер». В артистической среде отца было много русских первой волны эмиграции, с которыми он дружил. Дочь отца Режиса Гейро от первого брака, которую он воспитывал один, выросла среди русских, окончила Сорбонну как русистка и вышла замуж за русского по фамилии Мануйлов, взяв его фамилию.
Режис Гейро и его старший брат Жоэль родились во втором браке отца, и их родители продолжали общаться с русскими — даже тогда, когда покинули сцену. По совету русских друзей отец Режиса, завершив артистическую карьеру, начал работать таксистом («Это отличная работа, ты можешь встать где-нибудь на стоянке, где нет особого спроса на такси, и читать книжки!»).
У нас в доме часто бывали русские друзья отца. И особенно помню одного человека, которого мы, дети, звали дядя Вова. Он был большим другом нашей семьи. Часто к нам приходил. Хотя он страдал астмой, поднимался на наш седьмой этаж по лестнице. И мы с братом от него узнали первые русские слова. Бывший моряк, он был ещё и хорошим рисовальщиком и учил нас рисовать. Очень кроткий, нежный, необыкновенной доброты. Для нас общение с ним было своего рода поэзией. Он всегда приносил какие-то русские вещи, однажды подарил икону, показывал старые фотографии, рассказывал совершенно очаровательные русские истории. И я часто думаю, что благодаря дяде Вове я стал заниматься русским. <…> …Вся атмосфера общения с ним была совсем иной, чем вокруг нас в обычной жизни. Это был вход в другой мир, во всяком случае нам, детям, так казалось. Но это ощущение сохранилось во мне. Оно ещё и упрочивалось, и развивалось. Ещё одно воспоминание. Когда мне было десять лет, отец во время каникул повёз нас на юг Франции. Он хотел найти своего друга — русского художника Грубера. Мы приехали в этот небольшой городок и тут узнали, что Грубер умер, но нам показали дом, где жили его вдова и дочь. Мы пошли туда — и попали в совершенно русскую обстановку. И сам дом с многочисленными картинами художника, и большой заросший сад — всё это было очень поэтично.
В десятилетнем возрасте, в шестом классе лицея, Гейро, вслед за старшим братом Жоэлем, начал заниматься русским языком у того же, что и брат, преподавателя — Юрия Алексеевича Мартиновского. (Жоэль впоследствии перенёс свой интерес на древнегреческий язык и стал преподавателем классических языков и переводчиком с итальянского).
Профессор славистики в Университете имени Блеза Паскаля в городе Клермон-Ферран.
Ведущий специалист по творчеству Ильи Зданевича (Ильязда). Переводчик на французский язык произведений Ильи Зданевича, Александра Введенского, Даниила Хармса, Казимира Малевича, Владимира Маяковского, Игоря Терентьева, Бориса Савинкова и ряда современных русских писателей.

## Научная деятельность
Подготовил к изданию первое в мире собрание сочинений Ильязда на русском языке.
Проследил влияние русского футуризма на французский авангард, в частности — влияние Ильи Зданевича и будетлян на леттризм (в первую очередь, на творчество Исидора Изу, использовавшего некоторые приёмы русских футуристов).

## Награды и премии
- Международная отметина имени отца русского футуризма Давида Бурлюка[4]

## Режис Гейро в литературе
Режису Гейро посвящено стихотворение Сергея Бирюкова «Ода Режису Гейро», в котором, в частности, есть такие строки:
...ты на вершины гор 

взбираешься с Аньес, 

ты сам гора и лес, 

ты озеро река, 

легка твоя рука, 

ты повелитель слов, 

погонщик ты слонов, 

ты лов, 

ты мудрый филосо́ф, 

ты каждодневно нов!